# Jaan Anvelt
Jaan Janovitj Anvelt (ryska: Ян Янович Анвельт), född 18 april 1884 i Viljandimaa, Guvernementet Livland, Kejsardömet Ryssland, död 11 december 1937 i Moskva, Ryska SFSR, Sovjetunionen, var en estnisk kommunistisk politiker.
Nvalt, som föddes i nuvarande Estland, var först lärare men studerade sedan rättsvetenskap vid Sankt Petersburgs universitet, där han 1907 anslöt sig till Rysslands socialdemokratiska arbetarepartis bolsjevikiska flygel. För sin revolutionära verksamhet greps han 1911 och skickades tillbaka till Estland, där han kom att bli en centralgestalt för de estniska bolsjevikerna. 
Anvelt ledde de estniska rödgardisterna till makten i Estland den 23 oktober (5 november enligt den gregorianska kalendern) 1917. Två dagar senare spred sig revolutionen till Petrograd. Efter att tyska armén ockuperat Estland i februari 1918 flydde Anvelt till Petrograd. Efter att tyskarna kapitulerade i november 1918 upprättades den Estländska arbetarekommunen, med huvudstad i Narva, där Anvelt var ordförande. Efter att kommunen krossades av den estländska armén under generalmajor Johan Laidoner flydde Anvelt åter till Sovjetunionen. 1921 återvände han till Estland och arbetade för det underjordiska Estlands kommunistiska parti (EKP). Efter det misslyckade revolutionsförsöket i landet 1924 återvände Anvelt till Sovjetunionen, där han bland annat arbetade som politisk kommissarie och var aktiv inom tredje internationalen.
Anvelt arresterades 1937. Han avled efter att ha blivit misshandlad under ett förhör den 11 december samma år och fördömdes efteråt som en folkfiende. Han rehabiliterades under tövädret 1956.
Anvelts sonson, juristen och författaren Andres Anvelt (född 1969), blev socialdemokratisk politiker och minister i Estlands regering.

## Utmärkelser
- Leninorden,  1933[2]

[Redigera Wikidata]